# Дербито 1895
„Дербито 1895“ (на английски: The Derby 1895) е британски късометражен документален ням филм от 1895 година, заснет от режисьора и продуцент Бърт Ейкрис. В продължение на десетилетия филмът е бил смятан за изгубен, преди да бъде открита 28-секундна част от него в частна колекция през 1995 година.

## Сюжет
Стационарно разположената камера гледа диагонално през пистата за надбягвания, заснемайки преминаващите покрай нея коне. След като конете преминават, камерата се фокусира към финално надбягване между три останали коня. Когато надпреварата завършва, полицаи нахлуват на пистата. Показани са също и различни персонажи от зрителите, които обикалят наоколо.

## Продукция
Снимките на филма протичат на 29 май 1895 година, по време на конните надбягвания, известни като „Дербито на Ъпсъм“. Режисьорът е използвал преносима камера, което за времето си е било доста впечатляващо, предвид техниката, с която са разполагали пионерите в кинематографията, разполагайки я встрани от пистата близо до финалната линия.